# Unplugged (Eric Clapton)
Unplugged è il sesto album live di Eric Clapton, pubblicato nell'agosto del 1992. Fu registrato in Inghilterra in un'esibizione dal vivo nell'ambito del programma televisivo MTV Unplugged. 
L'album, considerato uno dei live più influenti e popolari della storia, ha vinto ben tre Grammy Award, tra cui quello di album dell'anno; inoltre è il maggior successo commerciale di Eric Clapton, avendo venduto circa 26 milioni di copie nel mondo ad oggi.
Si tratta dell’album live più venduto di sempre.

## Tracce
1. Signe - 3:14 - (Clapton)
2. Before You Accuse Me - 3:44 - (McDaniel)
3. Hey Hey - 3:16 - (Broonzy)
4. Tears in Heaven - 4:36 - (Clapton/Jennings)
5. Lonely Stranger - 5:27 - (Clapton)
6. Nobody Knows You When You're Down and Out - 3:49 - (Cox)
7. Layla - 4:46 - (Clapton/Gordon)
8. Running on Faith - 6:30 - (Williams)
9. Walkin' Blues - 3:37 - (Johnson)
10. Alberta - 3:42 - (Traditional)
11. San Francisco Bay Blues - 3:23 - (Fuller)
12. Malted Milk - 3:36 - (Johnson)
13. Old Love - 7:52 - (Clapton/Cray)
14. Rollin' and Tumblin' - 4:12 - (Waters)

## Formazione
- Eric Clapton - chitarra, voce, kazoo
- Andy Fairweather-Low - chitarra, armonica a bocca
- Ray Cooper - percussioni
- Nathan East - basso, voce
- Steve Ferrone - batteria
- Chuck Leavell - piano e organo
- Katie Kissoon - voce
- Tessa Niles - voce

## Classifiche
| Classifica (2022) | Posizione massima |
| ----------------- | ----------------- |
| Grecia            | 27                |